# Костя — Вера
«Костя — Вера» — российский комедийный телесериал, является спин-оффом ситкома «Воронины» 2009—2019 годов. Производился кинокомпаниями «Team Films» и «Леан-М» по заказу СТС.

## Сюжет
После ухода из жизни главы семейства Николая Петровича Воронина Костя и Вера с детьми переезжают в новую квартиру, а Галина Ивановна — на дачу. Маша приводит в дом жениха — простого парня из Балакова Серёжу. Он становится не по душе Косте, и теперь Костя ищет недостатки у будущего зятя, цепляется по каждому поводу к нему, как его мать когда-то к Вере, надеясь, что Серёжа расстанется с Машей. В то же время Лёня по совету психолога начинает жить раздельно с Настей, поселившись у младшего брата.

## В ролях

### В главных ролях
| Актёр              | Персонаж |
| ------------------ | --- |
| Георгий Дронов     | Константин Николаевич Воронин, муж Веры, отец Маши и Люси, спортивный журналист, владелец редакционного издания «Трибуны» |
| Екатерина Волкова  | Вера Сергеевна Воронина, жена Кости, мама Маши и Люси, домохозяйка, дизайнер по образованию                               |
| Анна Фроловцева    | Галина Ивановна Воронина, мать Кости и Лёни, вдова Николая Петровича, пенсионерка, домохозяйка                            |
| Станислав Дужников | Леонид Николаевич Воронин, муж Насти, брат Кости, бывший полицейский, с 16 серии — адвокат                                |
| Юлия Куварзина     | Анастасия Альбертовна Воронина, жена Лёни, няня в детском саду                                                            |
| Карина Орлова      | Мария Константиновна Воронина, старшая дочь Кости и Веры, девушка, с 17 серии — невеста Серёжи                            |
| Николай Новосёлов  | Сергей Иванович Кузнецов, парень, с 17 серии — жених Маши                                                                 |
| Вера Чернявская    | Людмила Константиновна Воронина, младшая дочь Кости и Веры                                                                |

| Актёр                | Персонаж                                           |
| -------------------- | -------------------------------------------------- |
| Андрей Чернышов      | Иван Александрович Кузнецов, отец Серёжи           |
| Екатерина Соломатина | Татьяна Агафоновна Кузнецова, мать Серёжи          |
| Константин Карасик   | Андрей Степанов, друг Кости, совладелец их издания |
| Кирилл Каганович     | Олег, коллега и друг Кости                         |
| Константин Раскатов  | Стэп, коллега, инвестор Кости                      |
| Ольга Сопова         | Римма, секретарь Кости                             |
| Мария Морозова       | Кристина, подруга Маши                             |

### Эпизодические роли
| Актёр               | Персонаж |
| ------------------- | --- |
| Борис Клюев         | Николай Петрович Воронин, муж Галины Ивановны, отец Кости и Лёни, глава семейства Ворониных. Умер незадолго до начала действий сериала, появляется в хронике (1 серия) |
| Григорий Багров     | хозяин квартиры (2 серия) |
| Татьяна Марахонич   | Оля, бывшая девушка Серёжи (9, 10, 15 серии) |
| Ольга Матрохина     | Юля, подруга Олега (9 серия) |
| Тимур Бурин         | администратор ресторана (9 серия) |
| Кирилл Доронин      | Мирон (10 cерия) |
| Фёдор Дронов        | Никита (14 cерия) |
| Елена Бирюкова      | Лада Юрьевна, учительница Люси (14 cерия) |
| Юлия Сулес          | работница пункта выдачи заказов (14 серия) |
| Алина Ефремова      | одна из родительниц на собрании (14 серия) |
| Ольга Зайковская    | одна из родительниц на собрании (14 серия) |
| Юлия Степаненко     | девушка в пункте выдачи заказов (14 серия) |
| Александр Солдаткин | Даня, бывший парень Маши (15 cерия) |
| Адила Рагимова      | Майя |

## Эпизоды
| № серии | Описание серии | Премьера         |
| ------- | --- | ---------------- |
| 1       | У Ворониных новоселье. Приглашены все члены семьи, а также Серёжа — новый парень Маши, с которым она познакомилась на море.                           | 9 сентября 2024  |
| 2       | Серёжа предлагает Маше переехать с ним в съёмную квартиру.                                                                                            | 9 сентября 2024  |
| 3       | Семейный завтрак превращается в кулинарное шоу с Серёжей в роли шеф-повара.                                                                           | 9 сентября 2024  |
| 4       | Маша предлагает Косте пойти с Серёжей на футбол, чтобы они могли поближе познакомиться.                                                               | 10 сентября 2024 |
| 5       | Между Костей и Лёней разгорается настоящая семейная борьба за отцовскую машину.                                                                       | 10 сентября 2024 |
| 6       | Маше не нравится, что Серёжа работает промышленным альпинистом, потому что считает эту работу опасной…                                                | 11 сентября 2024 |
| 7       | Костя собирается пойти на рок-концерт с друзьями, забыв, что в этот день у него с Верой годовщина свадьбы.                                            | 11 сентября 2024 |
| 8       | Маша не может найти баланс между работой и личной жизнью, что негативно сказывается на её отношениях с Серёжей.                                       | 12 сентября 2024 |
| 9       | Неожиданная встреча с бывшей девушкой влияет на план Серёжи сделать Маше предложение.                                                                 | 12 сентября 2024 |
| 10      | Кристина уверена, что знает, как нужно вести себя с парнями и уверенно раздаёт советы подругам.                                                       | 16 сентября 2024 |
| 11      | Неожиданный визит провинциальных родителей Серёжи становится настоящим испытанием для столичных Ворониных…                                            | 16 сентября 2024 |
| 12      | По совету Кости у Веры появляется новое хобби — макраме. Вскоре Костя начинает жалеть о своей идее.                                                   | 17 сентября 2024 |
| 13      | Маша и Серёжа приглашают Костю и Веру вместе провести выходные, что нарушает планы Кости…                                                             | 17 сентября 2024 |
| 14      | Костя просит Серёжу пойти на родительское собрание своей дочери, наивно полагая, что Вера об этом не узнает.                                          | 18 сентября 2024 |
| 15      | Серёжа и Маша ревнуют друг друга к бывшим, что приводит к конфликту между ними.                                                                       | 18 сентября 2024 |
| 16      | В рамках профессиональной премии Костя номинирован в категории «Лучшее спортивное интернет СМИ», а Серёжа — в категории «Лучшее киберспортивное СМИ». | 19 сентября 2024 |
| 17      | Серёжа медлит с предложением руки и сердца, что, конечно, совершенно не нравится Маше…                                                                | 19 сентября 2024 |

## Производство
В феврале 2024 года появились данные, что «СТС» готовит перезапуск телесериала «Воронины» под названием «Костя — Вера», который будет состоять из семнадцати серий. Его съёмки начались 6 мая 2024 года.
К своим ролям в продолжении вернулись Георгий Дронов, Екатерина Волкова, Анна Фроловцева, Станислав Дужников и Юлия Куварзина. Также стало известно, что на роль Маши взяли другую актрису — Карину Орлову, так как, по информации съёмочной группы, Мария Ильюхина не прошла кастинг.
Съёмки завершились 18 июля 2024 года.
Премьера состоялась 9 сентября 2024 года в 19:00 на канале «СТС».
Сюжет телесериала разворачивается после кончины и похорон Николая Петровича, так как создателями было принято решение не искать замену умершему актёру Борису Клюеву, однако в конце первой серии были показаны в качестве воспоминаний архивные кадры со съёмок телесериала «Воронины».
Филипп и Кирилл Воронины не появляются в телесериале, однако в спальне Кости и Веры можно заметить фото близнецов Филиппа и Кирилла Михиных, сыгравших их сыновей в первых десяти сезонах телесериала «Воронины». 
В мае 2025 года появилась неподтверждённая информация о закрытии сериала после 1 сезона.

## Отзывы и критика
Сериал вызвал преимущественно негативные отзывы. 
Екатерина Болгова из «Комсомольской правды» посчитала, что, «несмотря на критику со стороны поклонников Марии Ильюхиной, можно сказать, что Карина Орлова хорошо справилась с ролью старшей дочери». 
Михаил Шевкун из Championat.com отметил, что у телесериала много общего с «Букиными», нежели чем с новыми «Папиными дочками». 
Никита Прунков из Постньюс писал: «Хочешь не хочешь, а умилиться новыми „Ворониными“ не получается: за исключением редких, действительно забавных замечаний девочки Люси, сериал утопает в юмористической безыдейности».